# جيمي نورمان
جيمي نورمان (بالإنجليزية: Jimmy Norman)‏ هو مغن مؤلف أمريكي، ولد في 12 أغسطس 1937 في ناشفيل في الولايات المتحدة، وتوفي في 8 نوفمبر 2011 في نيويورك في الولايات المتحدة.

## وصلات خارجية
- الموقع الرسمي
- جيمي نورمان على موقع IMDb (الإنجليزية)
- جيمي نورمان على موقع ميوزك برينز (الإنجليزية)
- جيمي نورمان على موقع أول ميوزيك (الإنجليزية)
- جيمي نورمان على موقع ديسكوغز (الإنجليزية)